# Dirk Crois
Dirk Crois, belgijski veslač, * 18. april 1961, Bruges.
Crois je za Belgijo nastopil na Poletnih olimpijskih igrah 1984, 1988 in 1992
V Los Angelesu je nastopil v dvojnem dvojcu in s soveslačem Pierrom-Mariem Deloofom osvojil srebrno medaljo.
Štiri leta kasneje je v Seulu veslal v enojcu, kjer se iz repesaža ni uspel uvrstiti v nadaljevanje tekmovanja. V Barceloni je nastopil v belgijskem dvojnem četvercu, ki je zasedel 12. mesto.